# Cal Po
Cal Po és una obra de Maspujols (Baix Camp) inclosa a l'Inventari del Patrimoni Arquitectònic de Catalunya.

## Descripció
Mansió construïda per a ésser la més espectacular de la vila. Fa cantonada entre el carrer de Dalt i el de la Botiga, en la part antiga, dins la mateixa illa que la casa de la Vila, no molt separada del nucli -sembla- originari del poble, cal Pujol. Destaca, en el punt més alt del poble, pels seus colors vermell i blanc. De planta rectangular i àmplia façana, té tres pisos. Destaquen les baranes de ferro dels balcons i finestres.

## Història
Casa residencial feta construir per un indià, acabada el 1888, fent ostentació del seu enriquiment.